# ボイラー取扱者
ボイラー取扱者（ボイラーとりあつかいしゃ）は、ボイラー取扱技能講習を修了した者、小型ボイラー取扱業務特別教育を修了した者を指す通称である。法令上の就業制限にかかわらず、小規模ボイラー、小型ボイラーに関する一定の作業をすることができる。

## 概要
- 小規模ボイラー、小型ボイラーを取り扱う上で必要な資格である。
- 本資格で取扱いが可能なボイラーは、小規模ボイラーがクリーニング業や小規模の製造業の工程での蒸気・温水供給に使うボイラー、学校の給食室で釜や食器洗い機の蒸気・温水供給に使うボイラー、小規模の病院やホテル・旅館、温浴施設で空気調和や給湯に使うボイラー、小型ボイラーがクリーニング業や製造業の工程での蒸気・温水供給に使う小型ボイラー、学校の給食室で釜や食器洗い機の蒸気・温水供給に使う小型ボイラー、病院やホテル・旅館、温泉施設で空気調和や給湯に使う小型ボイラーに該当する。
- ボイラーは法令上、伝熱面積等の大小の順に次の4段階に区分されている。なお、上位の資格には下位の取扱権限も含まれるため、たとえば免許を有する者が改めて技能講習を受けたり、技能講習を受けた者が小型ボイラーを取り扱う前に改めて特別教育を受けるなどの必要はない。
  - ボイラー（特級、一級又は二級ボイラー技士免許が必要）
  - 小規模ボイラー（上記免許又はボイラー取扱技能講習修了が必要）
  - 小型ボイラー（上記免許、技能講習修了又は小型ボイラー取扱業務特別教育修了が必要）
  - 簡易ボイラー（資格不要）

| 資格                     | ボイラーの区分                   | ボイラーの区分                   | ボイラーの区分                   | ボイラーの区分                   | ボイラーの区分                   | ボイラーの区分                   | ボイラーの区分 | ボイラーの区分 | ボイラーの区分 | ボイラーの区分 |
| 資格                     | 伝熱面積（右記設備を超えるもの） | 伝熱面積（右記設備を超えるもの） | 伝熱面積（右記設備を超えるもの） | 伝熱面積（右記設備を超えるもの） | 伝熱面積（右記設備を超えるもの） | 伝熱面積（右記設備を超えるもの） | 小規模         | 小規模         | 小型           | 簡易           |
| ------------------------ | -------------------------------- | -------------------------------- | -------------------------------- | -------------------------------- | -------------------------------- | -------------------------------- | -------------- | -------------- | -------------- | -------------- |
| 資格                     | 500m²以上                        | 500m²以上                        | 25m²以上 500m²未満               | 25m²以上 500m²未満               | 25m²未満                         | 25m²未満                         | 小規模         | 小規模         | 小型           | 簡易           |
| 資格                     | 作業 主任者                      | 取扱                             | 作業 主任者                      | 取扱                             | 作業 主任者                      | 取扱                             | 作業 主任者    | 取扱           | 取扱           | 取扱           |
| 特級ボイラー技士         | ○                                | ○                                | ○                                | ○                                | ○                                | ○                                | ○              | ○              | ○              | 資格不要       |
| 一級ボイラー技士         | ×                                | ○                                | ○                                | ○                                | ○                                | ○                                | ○              | ○              | ○              | 資格不要       |
| 二級ボイラー技士         | ×                                | ○                                | ×                                | ○                                | ○                                | ○                                | ○              | ○              | ○              | 資格不要       |
| ボイラー取扱技能講習修了 | ×                                | ×                                | ×                                | ×                                | ×                                | ×                                | ○              | ○              | ○              | 資格不要       |
| ボイラー取扱特別教育修了 | ×                                | ×                                | ×                                | ×                                | ×                                | ×                                | ×              | ×              | ○              | 資格不要       |

- 作業主任者の選任についての詳細は、ボイラー取扱作業主任者を参照

## 技能講習
- 都道府県労働局長登録講習機関が開講。講習科目や時間数はボイラー取扱技能講習、化学設備関係第一種圧力容器取扱作業主任者技能講習及び普通第一種圧力容器取扱作業主任者技能講習規程（昭和47年労働省告示第117号）に基づく。
- 受講資格に制限はない。
- 学科講習の後、修了試験が行われる。実技はない。

### 登録講習機関
- 一般社団法人日本ボイラ協会（全34支部） - 青森、秋田、山形、山梨、奈良、高知、宮崎を除く40都道府県で実施。
- 公益社団法人ボイラ・クレーン安全協会（全18事務所のうち秋田、山形、宮城、福島、いわき、茨城、東京、神奈川、広島、山口の各事務所） - 同事務所所在9都県で実施。
- 一般社団法人青森地区労働基準協会 - 青森県のみ
- 一般社団法人八戸地方労働基準協会 - 同上
- 一般財団法人労働安全衛生管理協会 - 群馬、埼玉、千葉、東京、神奈川の5都県で実施。
- 一般社団法人高知県労働基準協会連合会 - 高知県のみ
- 公益社団法人宮崎労働基準協会（全4支部） - 宮崎県のみ
- 北海道旅客鉄道株式会社（社員研修センター） - 関係者外公募は行っていない。

### 講習科目
1. ボイラーの構造に関する知識（2時間）
2. ボイラーの取扱いに関する知識（4時間）
3. 点火及び燃焼に関する知識（3時間）
4. 点検及び異常時の処置に関する知識（4時間）
5. 関係法令（1時間）

## 特別教育
- 各事業所（企業等）、又は一般社団法人日本ボイラ協会の各支部、公益社団法人ボイラ・クレーン安全協会の各事務所が行っている。
- 小型ボイラー取扱業務特別教育規程（昭和47年労働省告示第115号）で規定された履修時間は11時間以上（学科7時間以上と実技4時間以上）[1]となっている。
- 受講資格に制限はない。

### 講習科目
- 学科
  1. ボイラーの構造に関する知識（2時間）
  2. ボイラーの附属品に関する知識（2時間）
  3. 燃料及び燃焼に関する知識（2時間）
  4. 関係法令（1時間）
- 実技
  1. 小型ボイラーの運転及び保守（3時間）
  2. 小型ボイラーの点検（1時間）

## 関連する法令
- 労働安全衛生法 第61条：就業制限
- 労働安全衛生法施行令 第20条
- 労働安全衛生規則 第36条：特別教育を必要とする業務